# Bärfendals landskommun
Bärfendals landskommun var en tidigare kommun i dåvarande  Göteborgs och Bohus län.

## Administrativ historik
Bärfendals landskommun bildades den 1 januari 1863, när kommunalförordningarna började tillämpas. Den omfattade samma område som tidigare utgjort Bärfendals socken i Sotenäs härad i Bohuslän.  
Vid kommunreformen 1952 uppgick kommunen i Svarteborgs landskommun som 1974 uppgick i Munkedals kommun.